# C'Cauet
C'Cauet est une émission de radio présentée par Sébastien Cauet, diffusée sur NRJ entre le 23 août 2010 et le 23 novembre 2023, hormis durant la saison 2017/2018 où l'animateur rejoint Virgin Radio.
Selon le communiqué de presse présenté le 7 juillet 2020, l'émission C'Cauet est de retour pour une dixième saison dès le 24 août 2020 pour une tranche horaire de 15 h à 20 h.
L'émission est arrêtée en novembre 2023, à la suite de la suspension de l'animateur Sébastien Cauet par la station, en raison d'accusation de viols et d'agressions sexuelles à son encontre.

## Principe de l'émission
Dans l'émission, Cauet et son équipe reçoivent les personnalités qui font l'actualité, permettent aux auditeurs de s'exprimer en direct et présentent différentes chroniques et jeux.
À partir du 28 août 2017, l'animateur est remplacé par Guillaume Pley de « Guillaume Radio », de 20 h à 23 h, Sébastien Cauet quittant le groupe NRJ après 7 années passées à l'antenne.
En revanche, après de nombreuses négociations, l'animateur revient pour une émission de fin d'après-midi dès le 27 août 2018. Elle sera séparée en deux parties, Le Before de 17 h à 18 h, et Le live en public de 18h à 20h.
Après un communiqué de presse de groupe NRJ publié le 18 juillet 2019, l’émission est reconduite pour la saison 2019-2020 de 16 h à 20 h.
Sébastien Cauet signe un contrat de trois ans avec NRJ pour C’Cauet, l’émission garde les mêmes animateurs. L'émission victime de son succès durera de 15 h à 20 h, 1 h supplémentaire par rapport à la saison dernière.
Le 22 août 2022 l'émission revient avec 1h de moins de 15h00 à 19h00.

## Équipe de Cauet

### Actuels
- Sébastien Cauet : Animateur
- Jean-François Legrand (Jeff) : Coordinateur / chroniqueur
- Stéphanie Dunand (Stouf) : Chargée de production / chroniqueuse
- Jean-Pierre Dannic (Piètre) : Auteur / chroniqueur
- Mickaël Simeoni (Miko) : Chroniqueur
- Corentin Jarno (Guy-Claude) : Auteur / chroniqueur
- Florent Trevet (Hervé Direct) : Auteur / chroniqueur
- Charles (Professeur Chacha) : Chroniqueur
- Guillaume Durand (Bichette) : Réalisateur / chroniqueur
- Jadoul : Réalisateur sur NRJ Belgique / chroniqueur
- Guillaume Bordas : Social Media Manager
- Mélissa : Standardiste

### Anciens
- Énora Malagré : chroniqueuse
- Marion Gagnot : standardiste, puis chroniqueuse
- Julie Brochu Thomassin : productrice / chroniqueuse
- Loris Giuliano (Svetlana) : stagiaire, puis chroniqueur
- Gaëtan Serais (Gueguette) : Social Media Manager / chroniqueur
- Jérémy Demitra : réalisateur / chroniqueur
- Mika Cisséro : standardiste, puis assistant
- Jean Moul: assistant et producteur vidéo
- Amir : assistant
- Bérénice Deville : standardiste / chroniqueuse
- Justin Figeac : assistant
- Marlène (Marlouche): réalisatrice
- Mike : réalisateur sur NRJ Belgique
- Dylan : réalisateur sur NRJ Belgique
- Maxime Riou : chroniqueur
- Mylène Ruesca : programmatrice
- Benjamin Fenêtre : Chroniqueur

## Diffusion
Pour la saison 7, qui se déroule du 28 août 2016 au 30 juin 2017, l'émission C'Cauet est diffusée de 19h à 22h, c'est-à-dire juste avant celle de Guillaume Pley.
Pour la saison 8, commencée le 27 août 2018, l'émission C'Cauet est diffusée de 17h à 20h en access prime-time.
Le 18 juillet 2019, 126 000 Médiamétrie annonce une plus grosse audience. Cauet annonce ce même jour que l'émission sera dorénavant de 16h à 20h[réf. nécessaire].
Depuis le 24 août 2020 l'émission a gagné 1 h de plus. Elle est diffusée du lundi au vendredi entre 15h00 et 20h00. L'émission dure 5 heures.
Un best-of est diffusé le dimanche soir entre 20h et minuit. NRJ Extravadance le remplace pendant les vacances d'été 2022  entre 20h et 6h (10 heures d'antenne).
Le lundi 22 août 2022, Cauet retrouve le micro après les vacances d'été mais cette fois-ci de 15 heures à 19 heures (moins 1 heure d'antenne par rapport aux 2 saisons dernières ).

## Séquences
- Si vous ne connaissez pas le sujet, laissez ce bandeau (vous pouvez alors contacter les auteurs).
- Si vous supprimez le contenu mis en cause (vous pouvez préalablement contacter les auteurs),

argumentez précisément cette suppression dans la page de discussion
(un manque de référence n'est pas un argument ; une recherche réelle de référence doit avoir été effectuée, être formellement documentée).
Les Champions du monde de l'actu : Cauet fait le Top 3 des personnes les plus stupides du jour.
Le "C'était Bien Mais pas Ouf" (CBMPO) par Miko : Miko crée un montage audio drôle à partir d'extrait des émissions de TV des jours précédents.
La Villa des animateurs : Cauet imite des célébrités de télévision (Patrick Sébastien, Nikos Alliagas, Arthur...) pour réagir à un évènement d'actualité. Corentin Jarno (auteur de l'émission) l’accompagne notamment pour imiter Cyril Hanouna.
L'appel promo : Pour son retour sur NRJ, Cauet appelle un magasin ou une salle de sport et demande à une personne de l'accueil de passer un message avec le micro du magasin pour faire la promotion de l'émission.
Devine qui c'est ? : Cauet appelle une personne âgée et lui demande de deviner qui il est en se faisant passer pour une personne de sa famille ou une connaissance.
L'appel Jeu de mots pourri : Cauet appelle 2, 3, ou 4 personnes pour faire un jeu de mots avec leur nom ou prénom et donnant le titre ou les paroles d'une chanson connue. Exemple du 21 décembre : Mr Chris (Christopher) Mas et Marie : Marie Chris Mas / Merry Christmas.
Cache-Cash NRJ : Tous les jours à 17h30, un auditeur est tiré au sort parmi les personnes qui ont envoyé Cauet par SMS au 71012. L'auditeur doit choisir une personne de l'équipe pour gagner le montant contenu dans l'enveloppe. Il y a 2 enveloppes à 1 500 €, 1 enveloppe à 10 000 €, 1 à 100 €, 1 à 500 €, et 1 à 15 € (peut varier selon les émissions).

## Logos de l'émission

Logo des saisons 5 à 7
Logo de la saison 8
Logo de la saison 9
Logo des saisons 10 à 12

## Audiences
C'Cauet est la première émission de France (pour cette tranche horaire) en avril 2012. Elle atteint le million de fans sur Facebook en mai 2012[réf. nécessaire].
En décembre 2018, l'émission remporte les Radio Notes 2018 dans la catégorie Divertissement de l'année.

## Jeu de société
Un jeu de société issu du jeu Vaut Mieux Avoer de l'émission C'Cauet est commercialisé depuis 2023 par Lansay.

## Suspension
Le 22 novembre 2023, NRJ annonce que Cauet se retire « jusqu'à nouvel ordre » de l'antenne dans un communiqué.
La station explique que cette « décision temporaire, prise d'un commun accord, est guidée par la nécessité de garantir la sérénité qui doit prévaloir face à des démarches judiciaires portant sur des accusations graves à l'encontre de Sébastien Cauet, animateur de l'émission 'C Cauet', qui les conteste publiquement ».